# Gau del Saar-Palatinat
El Gau del Saar-Palatinat (Gau Saarpfalz), posteriorment anomenat Gau de la Marca Occidental (Gau Westmark), va ser una divisió administrativa de l'Alemanya nazi de 1935 a 1945 a la província bavaresa del Palatinat, a l'enclavament oldemburguès de Birkenfeld i a l'antic Territori de la Conca del Sarre. A partir del 1940 també incorporarà Departament de la Mosel·la. Abans d'això era la subdivisió regional del partit nazi en aquesta zona.
El sistema nazi de Gau (en plural Gaue) va ser establert originalment en una conferència del partit, el 22 de maig de 1926, per tal de millorar l'administració de l'estructura del partit. A partir de 1933, després de la presa de poder nazi, els Gaue va reemplaçar cada vegada més als estats alemanys com a subdivisions administratives a Alemanya.
Al capdavant de cada Gau es va situar un Gauleiter, una posició cada vegada més poderosa, especialment després de l'esclat de la Segona Guerra Mundial, amb poca interferència des de dalt. El Gauleiter local sovint ocupava càrrecs governamentals i de partit, i s'encarregava, entre altres coses, de la propaganda i la vigilància i, a partir de setembre de 1944, el Volkssturm i la defensa de la Gau.
L'origen del Gau està en el Gau del Palatinat renà (Gau Rheinpfalz) al territori que pertanyia a l'Estat Lliure de Baviera. Igualment, des de 1926 es va crear el Gau del Saar (Gau Saar) al Saarland, que era administrat per la Societat de Nacions. Al 1935, amb la reintegració del territori a l'Alemanya nazi, es van unir els dos gaue i van crear el Gau del Palatinat-Saar (Gau Pfalz-Saar), reanomenat Gau del Saar-Palatinat l'any següent. Al 1940, amb l'inici de la Segona Guerra Mundial i la derrota de França, el gau s'ampliarà amb el departament francès de la Mosel·la i passà a anomenar-se Gau de la Marca Occidental (Gau Westmark).
La posició de Gauleiter a Saar-Palatinat va ser a càrrec de Josef Bürckel durant la majoria de l'existència del Gau fins al 1944, quan Willi Stöhr es va fer càrrec.

## Gauleiters

### Gau del Palatinat renà
- 1925-1926: Fritz Wambsganß
- 1926-1935: Josef Bürckel

### Gau del Saar
- 1926-1926: Walter Jung
- 1926-1929: Jakob Jung
- 1929-1929: Gustav Staebe
- 1929-1931: Adolf Ehrecke
- 1931-1933: Karl Brück
- 1931-1934: Alois Spaniol
- 1934-1935: Jakob Pirro

### Gau del Saar-Palatinat
- 1935-1944: Josef Bürckel
- 1944-1945: Willi Stöhr